# George Washington (Stuart)
George Washington è un dipinto incompiuto di Gilbert Stuart del 1796 oggi conservato presso il Museum of Fine Arts di Boston. La tela raffigura il primo presidente americano all'età di 65 anni, circa tre anni prima della sua morte, su uno sfondo marrone.

## Storia
Stuart iniziò a dipingere George Washington nel 1796 a Germantown, che fa oggi parte di Filadelfia. Dopo averlo terminato, l'artista non decise di cederlo a George Washington, ma lo conservò per realizzarne delle copie (nel corso della sua vita ne realizzò oltre sessanta) al fine di sfruttare la fama raggiunta dal politico.
Quando Stuart morì nel 1828, George Washington passò a sua figlia Jane. Nel maggio del 1831 il ritratto venne acquistato dalla Trustees del Boston Athenæum (motivo per cui, negli USA, esso viene soprannonimato Athenæum Portrait, ovvero "ritratto dell'Athenæum") per 1.500 dollari; il denaro venne raccolto tramite una sottoscrizione della Washington Monument Association e di altri 22 abbonati. Nel 1876 l'opera venne depositata nel Museum of Fine Arts di Boston. Dal 1980 l'opera è di proprietà del Museum of Fine Arts e della National Portrait Gallery di Washington, che, in comune accordo, conservano il dipinto nelle rispettive sedi per un periodo di tre anni.
George Washington è divenuta una delle opere più celebri di Stuart, nonché tra le più note ritraenti il politico americano.

## Nella cultura di massa
Il ritratto Stuart compare su vari francobolli statunitensi del 19º secolo e dell'inizio del 20º secolo, e sulle banconote da un dollaro.